# Galaktyka Południowy Wiatraczek
Galaktyka Południowy Wiatraczek (zwana inaczej Messier 83, M83 lub NGC 5236) – duża galaktyka spiralna z poprzeczką (SAB(s)c), zwrócona płaszczyzną dysku w naszą stronę. Jej poprzeczka jest utworzona z gwiazd i gazu. Znajduje się w konstelacji Hydry w odległości około 14,7 milionów lat świetlnych. Została odkryta w 1751 lub 1752 roku przez Nicolasa de Lacaille. Średnica galaktyki wynosi około 40 000 lat świetlnych. Galaktyka ta należy do grupy galaktyk M83 i jest jedną z jej głównych galaktyk.

Szczegóły M83 (HST)

W Polsce widoczna wiosną i latem. Odnajdziemy ją w końcowym odcinku ogona Hydry, około 5° pod linią łączącą gwiazdy trzeciej wielkości γ i π Hydrae (na granicy z Centaurem).
Jest to galaktyka gwiazdotwórcza. Jej nazwa pochodzi od ramion uformowanych z obłoków gazowych, które kształtem przypominają wiatrak. Jest to jedna z najbliżej położonych i najjaśniejszych galaktyk spiralnych spoza Grupy Lokalnej Galaktyk. Jest na tyle jasna, że można ją zaobserwować przez lornetkę. Ma niewielkie jasne jądro i ślady poprzeczki, podobnie jak nasza Galaktyka. Galaktyka Południowy Wiatraczek została zaobserwowana już w połowie XVIII wieku, lecz dopiero znacznie później zorientowano się, że jest to obiekt bliźniaczo podobny do naszej Drogi Mlecznej (a więc do niej nie należący).
Jak dotąd w M83 zaobserwowano sześć wybuchów supernowych: SN 1923A, SN 1945B, SN 1950B, SN 1957D, SN 1968L i SN 1983N. W galaktykach z katalogu Messiera więcej supernowych (8) odnotowano tylko w M61. W M83 odkryto ponadto prawie 300 pozostałości po supernowych oraz około 3000 gromad gwiazd. Niektóre z tych gromad są bardzo młode i liczą poniżej 5 milionów lat.
W centrum M83 odkryto intrygujący podwójny pierścień wokół jądra. Jądro galaktyki również jest podwójne – oprócz supermasywnej czarnej dziury znajduje się tu okrążający ją asymetryczny dysk złożony z gwiazd, sprawiający wrażenie drugiego jądra.